# Droga wojewódzka 219
Die Droga wojewódzka 219 (DW 219) ist eine polnische Woiwodschaftsstraße und verläuft innerhalb der Woiwodschaft Pommern im Powiat Tczewski (Kreis Dirschau). Auf einer Länge von lediglich 55 Meter verbindet sie die Stadt Gniew (Mewe) (Gniewskie Młyny) mit dem Ort Brodzkie Młyny (Broddener Mühle), der damit Anschluss an die Landesstraße (DK) 91 und Europastraße 75 (Danzig – Cieszyn (Teschen)/Tschechien) sowie an die Woiwodschaftsstraße DW 234 (Skórcz (Skurz) – Gniew) erhält.